# Tipula mallorca
Tipula (Lunatipula) mallorca és una espècie de dípter nematòcer de la família dels tipúlids i del subgènere Lunatipula descrit per Günther Theischinger el 1982. Es troba a Mallorca, on només s'ha descrit a la seva localitat tipus, al sud del Puig Major, al nord de Sóller a 700 m d'altura a les coordenades 39° 47′ N, 2° 46′ E / 39.783°N,2.767°E (25-29.5.1978). L'holotip és un mascle que es troba al museu zoològic d'Amsterdam.